# سيباستيان انطون شيرير
سيباستيان انطون شيرير (بالألمانية: Sebastian Anton Scherer)‏ (و. 1631 – 1712 م) هو عازف أرغن، وملحن ألماني، ولد في أولم، يستخدم آلات الأرغن ذو الأنابيب، وأورغن، توفي في أولم، عن عمر يناهز 81 عاماً.